# PIL (自動車メーカー)
PIL（ベンガル語：প্রগতি ইন্ড্রাস্টিজ লিমিটেড、英語: Pragoti Industries Limited.）は、バングラデシュのチッタゴン管区シタクンダ郡 に工場を置く自動車組立製造会社である。ベンガル語でপ্রগতিはプロゴティと発音するため、本記事はベンガル語に合わせプロゴティと記載する。

## 歴史
（出典：Company History）
- 1966年 - パキスタンの民間企業ガンダーラ・インダストリーズ（英語版）が英国ゼネラルモーターズの支援を受け東パキスタンのシタクンダ郡バラブクンダに自動車組立工場を設立。
- 1972年 - バングラデシュ国営企業になる。社名を現在の名称に変更。
- 1977年 - 三菱自動車と提携を開始[2]。
- 1991年 - ブータンに三菱・パジェロを10台輸出する[3]。
- 1995年 - 三菱・パジェロのノックダウン生産を開始[2]。
- 2011年 - 三菱・パジェロスポーツのノックダウン生産を開始[4]。
- 2016年 - マヒンドラ・スコーピオ（英語版）とマヒンドラ・スコーピオ ピックアップのノックダウン生産を開始[5]。
- 2020年 - 三菱・L200のノックダウン生産を開始[3]。
- 2024年 - キア・セラトのノックダウン生産を開始[6]。

## 生産車種
- タタ・LPO 1316 TC(バス)（不明 - ）
- 三菱・パジェロスポーツ（2011年 - ）
- マヒンドラ・スコーピオ ピックアップ（2016年 - ）
- キア・セラト（2024年 - ）

### 過去の生産車種
- ボクスホール・ビバ（英語版）
- 三菱・パジェロ
- タタ・LPT 709E
- アショック・レイランド（バス）
- 日産・救急車
- マヒンドラ・スコーピオ（英語版）
- 三菱・L200